# Matheus Krauchuk
Matheus Krauchuk Esquivel Rodrigues (Lapa, 4 de novembro de 1997) é um jogador de voleibol brasileiro que atua na posição de oposto.

## Carreira

### Clube
Krauchuk começou a praticar voleibol aos 7 anos de idade, seguindo os passos de sua mãe, Graciane Krauchuk Esquivel, ex-atleta do Círculo Militar de Curitiba. Matheus conquistou vários títulos de Jogos Escolares do Paraná, Jogos Escolares da Juventude, Jogos da Juventude do Paraná, Campeonato Paranaense Sub-19 e Campeonato Estadual Juvenil. Atuando pelo Unilife/Maringá de 2012 a 2016, Matheus mudou-se para São Paulo após assinar com o Kirin/Campinas, clube pelo qual foi vice-campeão da Supercopa Brasileira de 2016, sendo superado pelo Sada Cruzeiro por 3 sets a 1.
Em 2018, o opostou se transferiu para o continente asiático para competir no Campeonato Bareinita pelo Al-Najma Club. Na temporada seguinte, Krauchuk mudou-se para a Itália para disputar a segunda divisão do Campeonato Italiano pelo Kemas Lamipel Santa Croce. No entanto, no início de 2020, o clube e o atleta rescindiram o contrato e Matheus voltou ao continente asiático para vestir a camisa do Uijeongbu KB Insurance Stars, time da primeira divisão coreana.
Após o cancelamento da liga coreana na temporada 2019–20 devido à pandemia de COVID-19, em junho de 2020, Matheus foi anunciado como o novo reforço do Solhan Spor Kulübü para disputar o Campeonato Turco, porém, finalizou a temporada 2020–21 disputando novamente o Campeonato Coreano, desta vez pelo Daejeon Samsung Bluefangs.
No final de 2021, Krauchuk foi contratado pelo Vôlei Funvic Natal para disputar a Superliga Brasileira. Com a equipe, ele foi vice-campeão da Supercopa Brasileira, e ficou em quarto lugar no Campeonato Mundial de Clubes, sendo derrotado na disputa do terceiro lugar pelo Itas Diatec Trentino da Itália. No entanto, problemas na gestão da equipe potiguar levaram o oposto a aceitar uma proposta do recém-criado Bursa Büyükşehir Belediyespor, time da primeira divisão turca, para finalizar a temporada 2021–22.
Em 2022, Krauchuk fez sua estreia no voleibol alemão após assinar com o tradicional Berlin Recycling Volleys. Com a nova equipe, o atleta conquistou a Supercopa Alemã de 2022, a Copa da Alemanha de 2022–23 e a Bundesliga de 2022–23.
Depois de alcançar o título da tríplice coroa alemã, Krauchuk retornou ao cenário do voleibol italiano para competir na segunda divisão, atuando pelo Emma Villas Aubay Siena.

### Seleção
Matheus foi vice-campeão sul-americano após ser derrotado na final do Campeonato Sul-Americano Sub-21 de 2016 para a seleção argentina.

## Títulos
Berlin Recycling Volleys
- Campeonato Alemão: 2022–23
- Copa da Alemanha: 2022–23
- Supercopa Alemã: 2022

## Clubes
| Anos      | Clube                         |
| --------- | ----------------------------- |
| 2012–2016 | Unilife/Maringá               |
| 2016–2018 | Kirin/Campinas                |
| 2018–2019 | Al-Najma Club                 |
| 2019–2019 | Kemas Lamipel Santa Croce     |
| 2019–2020 | Uijeongbu KB Insurance Stars  |
| 2020–2020 | Solhan Spor Kulübü            |
| 2020–2021 | Daejeon Samsung Bluefangs     |
| 2021–2022 | Vôlei Funvic Natal            |
| 2022–2022 | Bursa Büyükşehir Belediyespor |
| 2022–2023 | Berlin Recycling Volleys      |
| 2023–     | Emma Villas Aubay Siena       |